# Speciální stavební úřad
Speciální stavební úřad je v České republice úřad, který vykonává působnost stavebního úřadu u staveb leteckých, staveb drah, staveb pozemních komunikací a vodohospodářských děl. Postavení speciálních stavebních úřadů obecně upravuje § 15 stavebního zákona. Speciálními stavebními úřady pro uvedené stavby jsou orgány vykonávající státní správu na uvedených úsecích podle zvláštních právních předpisů. Povolení pro stavby mohou vydat jen se souhlasem obecného stavebního úřadu příslušného k vydání územního rozhodnutí, který ověřuje dodržení jeho podmínek. V pochybnostech, zda se v konkrétním případě jedná o stavbu v působnosti speciálního stavebního úřadu, nebo o stavbu v působnosti obecného stavebního úřadu, platí stanovisko příslušného speciálního stavebního úřadu.

## Působnost
- stavby letecké – speciálním stavebním úřadem je podle § 36 zákona č. 49/1997 Sb., o civilním letectví, Úřad pro civilní letectví, který má pro tuto agendu vytvořeno oddělení letecký stavební úřad.
- stavby drah – speciálními stavebními úřady jsou podle § 7 zákona č. 266/1994 Sb., o dráhách, příslušné drážní správní úřady. Ke stavbám na dráze, stavbám, které nejsou stavbami dráhy a zasahují zčásti do obvodu dráhy, a stavbám v ochranném pásmu dráhy se drážní správní úřad pouze závazně vyjadřuje jako dotčený správní úřad. Drážními správními úřady ve vztahu ke stavebním řízením jsou Drážní úřad pro železniční dráhy kromě drah speciálních a obecní úřady obcí s rozšířenou působností pro ostatní kategorie drah (tramvajové, trolejbusové, lanové a železniční speciální).
- stavby pozemních komunikací vyjma neveřejné účelové komunikace – speciálním stavebním úřadem je podle § 16 zákona č. 13/1997 Sb., o pozemních komunikacích, silniční správní úřad příslušný podle § 40 téhož zákona místně a podle kategorie a třídy komunikace. Pro dálnice je speciálním stavebním úřadem ministerstvo dopravy, pro silnice I. třídy krajský úřad (s výjimkou vydávání stanovisek v územním řízení, kde je příslušné ministerstvo dopravy), pro ostatní komunikace (silnice II. a III. třídy, veřejně přístupné účelové komunikace a místní komunikace) obecní úřady obcí s rozšířenou působností (přičemž stanoviska k územním a regulačním plánům ve vztahu k silnicím II. a III. třídy spadají do působnosti krajského úřadu).
- vodní díla - speciálním stavebním úřadem je podle § 15 odst. 5 zákona č. 254/2001 Sb., o vodách, vodoprávní úřad.